# ゼヌシオン
ゼヌシオン（Xenusion）は、約5億年前のカンブリア紀に生息した葉足動物の一属。丈夫な体の背面に2列のこぶが並んでいる、Xenusion auerswaldae という1種の数少ない化石のみによって知られている。

## 化石と生息時代
ゼヌシオンの化石標本は迷子石（氷河で別の場所から運ばれて残された岩）であるため、その由来は判断しにくい。原記載（Pompeckj 1927）に記載され、前半身を欠けたホロタイプ（模式標本）はドイツブランデンブルク州のゼヴェコウ（Sewekow）、Dzik & Krumbiegel 1989 に記載され、後半身を欠けた2つ目の標本 GM 1980/1987/1 はバルト海のヒデンゼー島（Hiddensee island）から発見されたが、特徴的な赤い積層構造をもつ珪岩砂岩であることにより、元々はスウェーデン南部の Kalmarsund Sandstone  (File-Haidar-Formation）から産出したと推測される。これによると、ゼヌシオンの生息時代はカンブリア紀第二期と第三期の間（約5億2,100万年前）に当てはまり、軟質構造が知られる葉足動物の中でも最古の化石記録をもつ。
ゼヌシオンのホロタイプはフンボルト大学ベルリン（独：Humboldt-Universität zu Berlin）、GM 1980/1987/1 はマルティン・ルター大学ハレ・ヴィッテンベルク（独：Martin-Luther-Universität Halle-Wittenberg）に所蔵される。

## 形態
ゼヌシオンは2つの化石標本のみ知られ、それぞれ体の前端（ホロタイプ）と後端（GM 1980/1987/1）を欠けており、脚などの細部構造もほとんどが不完全である。そのため、これらの化石標本を合わせることにより大まかな全身復元は可能だが、体節（胴節）の総数や一部の特徴（例えば背面と脚の棘の形と長さ）は不確実である。
大型の葉足動物であり、前述のような不完全な化石標本だけでも10cm前後ほど長く、全長はおそらく20cmほどだと推測される。頭部は単調な円柱状で、表面が環形の筋（annulations）に分かれており、眼と付属肢（触角/前部付属肢）は見当たらなず、口の構造は不明。縦長い胴部は丈夫で前後ほど幅狭く、各胴節の境目は背側に数本の筋が並んでいるが、胴節の側面までには分布しない。発達したこぶと脚（葉足 lobopod）はそれぞれ各胴節の背側と両腹側に1対をもつ。前半身のこぶは頭部に近いほど位置が左右に寄せる。それぞれのこぶの中央は何らかの構造体があり、化石に見当たらないが、そこは元々1本の棘が突出した所だと考えられる。葉足は丈夫な円錐状で一連の環形の筋と縦の筋に分かれ、後縁には長さが不明の棘が数本並んでおり、先端に爪は見当たらない。尾は丸みを帯びた短い突起である。

## 生態

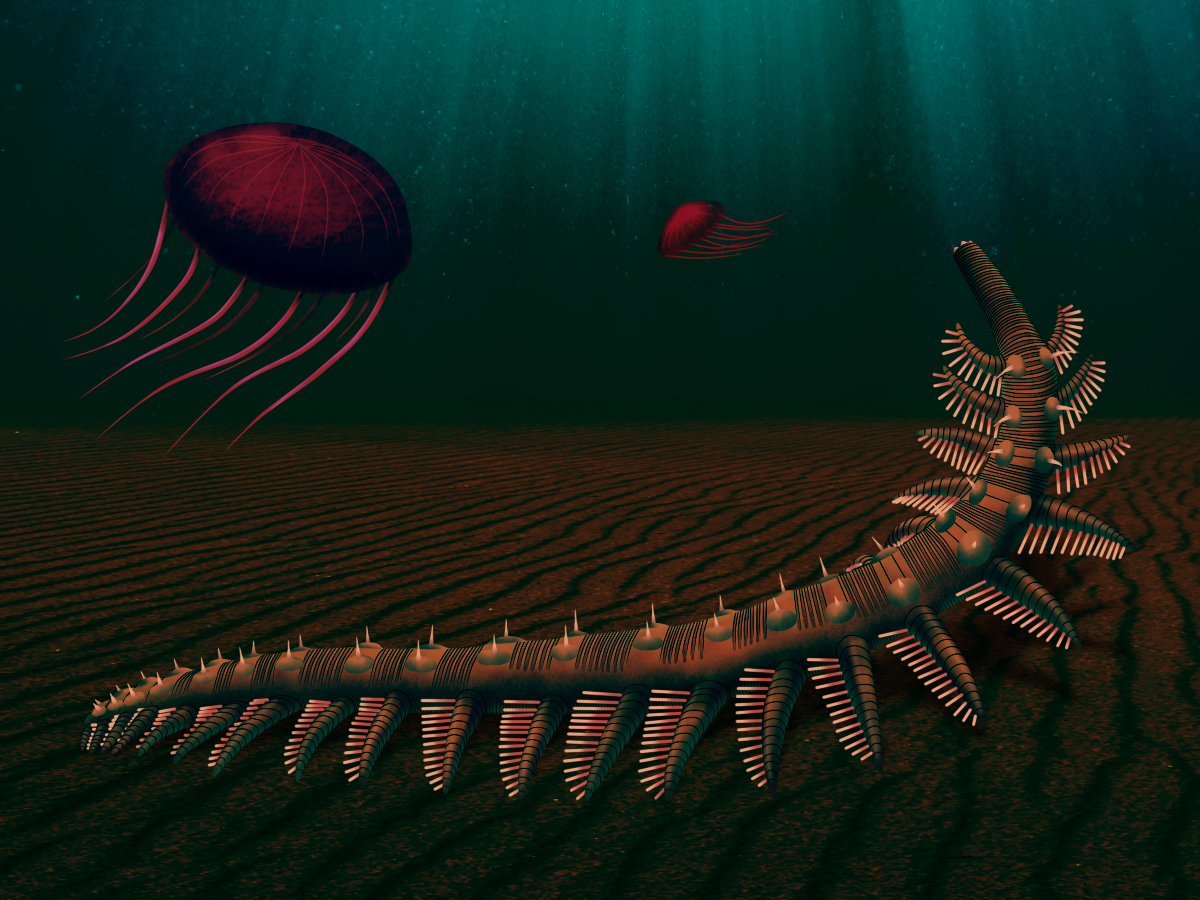
海底を歩くゼヌシオンの生態復元図

ゼヌシオンは海底を徘徊する底生性動物であったと考えられる。葉足の棘は頑丈で後ろに突出したため、（柔軟であったはずの）鰓や（棘が前向きの方が機能的な）捕獲器として考えられにくい。そのため、ゼヌシオンの葉足の棘は（存在が予想される）背側の棘と同様、捕食者から身を守るのに用いられたと考えられる。もしゼヌシオンは体を丸めると、これらの棘はやや外側に突出し、ハリネズミの棘のように防御の役割を果たせたと推測される。

## 分類
葉足動物の中で、ゼヌシオンはアイシェアイアとハルキゲニア（1911年）の次に早期（1927年）に記載された属であり、長い研究史をもつ。アイシェアイアに似て、ゼヌシオンも20世紀にかけて大まかな類似（環形の筋・葉足など）により、複数の文献記載に有爪動物もしくはそれに似た原始的な体節動物（かつて環形動物・葉足動物・有爪動物・緩歩動物・節足動物をまとめた、21世紀以降では環形動物が別系統だと判明したことにより廃止された分類群）として考えられた。また、Dzik & Krumbiegel 1989 以前ではゼヌシオンの頭部は不明のため、1960-1980年代にかけて胴部を逆立ちにされ、エディアカラ生物群に類する固着生物と誤解釈された。Dzik & Krumbiegel 1989 ではゼヌシオンの頭部が記載されることにより、固着生物解釈を否定され、復元像が21世紀以降でも大まかに認められ続ける形に更新された。1990年代では、ゼヌシオンも含めて葉足動物は全般的に有爪動物の絶滅した水棲系統群と解釈されたが、節足動物に近縁の葉足動物（ケリグマケラ、パンブデルリオン、シベリオン類）が見つかることにより、この見解は21世紀以降では否定され、葉足動物と有爪動物の類似は汎節足動物（葉足動物・有爪動物・緩歩動物・節足動物をまとめた系統群）の祖先形質に過ぎないことが判明した。
21世紀以降では多くの葉足動物に似て、汎節足動物におけるゼヌシオンの系統的位置は不確実であり、系統解析により有爪動物の初期系統（ステムグループ）・ハドラナックスに近い・節足動物の初期系統・ディアニアに近い・アイシェアイアに近いなど、複数の相容れない解析結果を与えられる。それ以外では、ゼヌシオンを基盤的な汎節足動物とする見解もあるが、これは系統解析に支持される意見ではない。